# 越南北寧臺灣商會
越南北寧臺灣商會（英語：THE COUNCIL OF TAIWANESE CHAMBERS OF COMMERCE IN BAC NINH），正式名稱為「越南臺灣商會聯合總會北寧分會」，簡稱「越南臺灣商會北寧分會」或「北寧臺商會」，是越南臺灣商會聯合總會之分會，成立於2014年8月2日，是越南臺商組織第13個成立的地區分會，並在越南取得合法許可證的臺商會組織。

## 組織成立
越南北寧臺灣商會是在2014年由中華民國駐越南台北經濟文化辦事處黄志鵬大使促成而成立，在發生2014年越南排華暴動後，為加強台商彼此的溝通聯繫，並由林忠宗擔任第一屆會長。
越南北寧臺灣商會主要會員分布於越南北寧省、北江省、永福省、河內市及其他地區，會員產業主要為機械，機電及工業用相關產品、金屬，五金製品，電鍍及模具、電子，電器及通訊器材、建築工程及建材（含環保）、服務業，其他行業等領域。截至2024年12月，該臺商組織共有近200個會員。

## 慈善活動
該會定期向越南北寧省、永福省國、高中弱勢家庭學子提供慈善認養與獎助學金，並定期前往訪視。2020年至永福省社會工作中心進心捐贈與拜訪活動，2024年與新加坡及馬來西亞商會合作舉辦慈善高爾夫球賽，結餘款項轉至該會關懷基金。。

## 會址
設在理監事會議通過之場所或會長公司所在地址，截至2025年5月，該會會址設於：越南北寧省北寧市武強坊黎太祖新都市區12N21號。

## 歷任會長
| 職稱          | 任期      | 姓名     |
| ------------- | --------- | -------- |
| 第一屆會長    | 2014~2015 | 林忠宗   |
| 第二屆會長    | 2016      | 許宏恩   |
| 第二屆會長    | 2017~2018 | 顏施錦宴 |
| 第三~四屆會長 | 2019~2022 | 黃雍正   |
| 第五~六屆會長 | 2023~     | 林軒節   |

## 外部連結
- 越南北寧臺灣商會官方網站
- 北寧分會的Facebook專頁
- 越南臺灣商會聯合總會官方網站